# Nordstrand (przystanek kolejowy)
Nordstrand – stacja kolejowa w Nordstrand, w regionie Oslo w Norwegii, jest oddalony od Oslo Sentralstasjon o 5,95 km. Leży na wysokości 39,8 m n.p.m.

## Ruch pasażerski
Należy do linii Østfoldbanen. Jest elementem kolei aglomeracyjnej w Oslo - w systemie SKM ma numer 500. Obsługuje lokalny ruch między Oslo Sentralstasjon i Ski. Pociągi odjeżdżają co pół godziny; część pociągów w godzinach poza szczytem nie zatrzymuje się na wszystkich stacjach.

## Obsługa pasażerów
Wiata. Odprawa podróżnych odbywa się w pociągu.